# 金承学の親日派名簿
金承学の親日派名簿（キム・スンハクのしんにちはめいぼ、김승학의 친일파 명단）は、1948年に金承学（キム・スンハク、大韓民国臨時政府国務委員・政治部長、韓国独立党監察委員長を務めた人物）が作成した原稿に記載された親日人士263人に関する名簿。

## 概要
この名簿は、「親日派群像」という題のついた肉筆原稿に入っており、2001年に発掘され、『월간중앙（月刊中央）』を通じて公開された。
名簿が作成された1948年は、南朝鮮で単独選挙がおこなわれ、単独政府が建てられ、反民族行為特別調査委員会の結成が可視化された時期であり、政府樹立から疎外された臨時政府及び韓国独立党系列の親日派清算に対する観点を見ることができる史料と評価されている。
史料が発掘、公開された2001年当時の報道は、金承学が、金九など韓国独立党指導部の指示を受けて作成した資料と考えられるとしたが、実際にそうであったか否かは明確にされておらず、長い間海外で活動して国内事情に暗い臨時政府系民間人らの情報収集力には限界があるという点で、名簿の正確性や完結性には疑問が残る。例えば、血書志願者（혈서 지원자）と記された歌手である南仁樹（ナム・インス）、白年雪（ペク・ニョンソル）、朴響林（パク・ホンリム）は、「血書志願」という歌を歌った事実が勘違いを起こして名簿に誤って含まれたという分析がある。
民族政経文化研究所の名義で、三省文化社（삼성문화사）が1948年10月に発刊した『親日派群像（上）』という単行本は、金承学の原稿を草稿としたと推定される。

## 名簿

### 政界、官界、実業界（43名）
- 이성환（李晟煥）- 朝鮮臨戦報国団 幹部、国民動員総進会（朝鮮語版） 理事長
- 이승우（李升雨）- 元 京城府会 議員、元 国民総動員 理事
- 윤치호（尹致昊）- 1945年12月 死亡
- 김연수（金秊洙）- 京城紡織 社長、元 満洲国 名誉総領事
- 고원훈（高元勲）- 中枢院 参議、元 道知事
- 신태악（辛泰嶽）- 弁護士
- 조병상（曺秉相）- 鐘路警防団長
- 여운홍（呂運弘）- 親日論文発表、時局講演
- 인정식（印貞植）- 社会主義から転向後『国民文学（국민문학）』などに親日論文を発表
- 박희도（朴熙道）- 元 東洋之光（朝鮮語版）社長
- 이각종（李覚鐘）- 元朝鮮総督府嘱託、国民精神総動員朝鮮連盟 常務理事
- 김한경（金漢卿）- 『東洋之光』などに親日論文を発表
- 김시권（金詩権）- 元 道知事
- 박인덕（朴仁徳）- 元 清和女塾（청화여숙）長
- 이정섭（李晶燮）- 朝鮮臨戦報国団 議員
- 김사연（金思演）- 中枢院 参議、元道知事
- 문명기（文明琦）- 元 朝鮮新聞（조선신문）社長
- 한상룡（韓相龍）- 元 中枢院 顧問、元 関東軍 最高顧問、朝鮮総力連盟（조선총력연맹）事務局長
- 정교원（鄭僑源）- 元 道知事
- 차재정（車載貞）- 元 大東民友会（대동민우회 幹部
- 이성근（李聖根）- 元 忠清南道知事、元 毎日新報 社長（6）
- 박흥식（朴興植）- 朝鮮航空工業（朝鮮語版） 社長
- 박춘금（朴春琴）- 民族虐殺を図った大義党（朝鮮語版）党首
- 안인식（安寅植）- 総力連盟（총력연맹） 参事
- 한규복（韓圭復）- 中枢院 参議、忠清北道知事
- 이종린（李鍾麟）- 天道教の要人
- 최린（崔麟）- 天道教の要人、中枢院 参議
- 최남선（崔南善）- 歴史家
- 박윤진（朴允進）- 親日時局講演
- 이돈화（李敦化）- 天道教徒
- 장덕수（張徳秀）- 元 普成専門学校（보성전문학교、高麗大学校の前身）教授（7）
- 방응모（方応謨）- 朝鮮日報 社長
- 김석원（金錫源）- 日本陸軍少佐
- 김동원（金東元）- 平壌商工会議所（평양상공회의소）会主
- 박정형（朴正衡）- 朝鮮総督府警務局 警察（현재 세도 부림）
- 정방오（鄭方五）- 元 日帝憲兵隊（현재 세도 부림）
- 김신석（金信錫）- 銀行家
- 손영목（孫永穆）- 江原道、全羅北道知事、国民動員総進会（朝鮮語版） 理事
- 고일청（高一清）- 朝鮮臨戦報国団 幹部
- 차재명（車載明）- 皇国臣民の十字軍（황국신민의 십자군）幹部
- 문덕상（文徳常）- 皇国臣民の十字軍 幹部
- 박상준（朴相駿）- 貴族院 議員
- 김오성（金午星）- 共産主義理論家、文学評論家、日帝末期に転向し親日論説を掲載、解放後に越北

### 言論界、文学界、芸能界（45名）
- 김기진（金基鎮）- 評論家
- 박영희（朴英熙）- 評論家
- 정인택（鄭人沢）- 小説家
- 이희적（李熙迪）- 弁護士
- 이광수（李光洙）- 小説家
- 주요한（朱耀翰）- 詩人
- 김동환（金東煥）- 詩人
- 김동인（金東仁）- 小説家
- 모윤숙（毛允淑）- 詩人
- 현영섭（玄永燮）- 緑旗連盟（朝鮮語版） 理事、朝鮮語使用廃止の主張
- 백철（白鉄）- 文学評論家
- 장혁주（張赫宙）- 小説家
- 이찬（李燦）- 詩人
- 김용제（金龍済）- 詩人
- 최재서（崔載瑞）- 『国民文学（국민문학）』主幹、評論家
- 이석훈（李石薫）- 小説家
- 정인섭（鄭寅燮）- 文学者、教育者
- 최승희（崔承喜）- 舞踏家
- 오정민（呉禎民）- 演劇評論家
- 김정의（金正義）- 日帝国民歌謡作家
- 박경조（朴景祚） - 日帝国民歌謡作家
- 김용환（金龍渙）- 歌手
- 이용설（李容卨）- 医学博士
- 홍해성（洪海星）- 劇作家
- 유치진（柳致真）- 劇作家
- 김태진（金兌鎮）- 劇作家
- 박영호（朴英鎬）- 劇作家
- 김화랑（金火浪）- 俳優
- 안석주（安碩柱）- 映画監督
- 안종화（安鐘和）- 映画監督
- 최인규（崔寅奎）- 映画監督
- 박기채（朴基采）- 映画監督
- 방한준（方漢駿）- 映画監督
- 서강백（徐康百）- 評論家
- 노천명（盧天命）- 詩人
- 홍양명（洪陽命）- 経済学者
- 고승제（高承済）- 経済学者
- 안함광（安含光）- 評論家
- 김억（金億）- 詩人
- 이창수（李昌洙）- 評論家
- 배상하（裵相河）- 哲学者
- 이영근（李泳根）- 米国で親日活動する日本人の助けを借りて帰国
- 대조실신（大朝実臣（朴南圭））- 内鮮一体雑誌出版
- 송영（宋影）- 劇作家
- 박순천（朴順天）- 親日時局講演

### 教育、宗教界（19名）
- 정남수（鄭南洙）- 牧師
- 김활란（金活蘭）- 梨花女子専門学校（梨花女子大学の前身） 校長
- 장면（張勉）- 国民精神総動員天主教連盟（국민정신총동원 천주교연맹）幹事、過去現在の教科書登場
- 허하백（許河伯）- 女性界（여성계 인사）の人物
- 신흥우（申興雨）- 牧師
- 이헌구（李軒求）- 評論家
- 이숙종（李淑鐘）- 女性界、教育界の人物
- 오긍선（呉兢善）- 教育者
- 양주삼（梁柱三）- 基督教監理教（기독교 감리교） 総理師（총리사）
- 유억겸（兪億兼）- 日本キリスト教青年会朝鮮委員
- 유진오（兪鎮午）- 教育者、小説家
- 송금선（宋今璇）- 教育者、徳成女子高等学校（朝鮮語版）校長
- 황신덕（黄信徳）- 教育者
- 임숙재（任淑宰）- 教育者
- 손정규（孫貞圭）- 教育者
- 유각경（兪珏卿）- 元 朝鮮女子基督教青年連合会（朝鮮女子基青、조선여자기청）専務
- 홍승원（洪承嫄）- 女性界の人物
- 고황경（高凰京）- 教育者
- 김성수（金性洙）- 東亜日報 社長

### 多額国防金献納者（36人他）

#### 10万円以上（19名）
| - 김연수（金秊洙）- 81万円と物品 - 최창학（崔昌学）- 朝鮮臨戦報国団 理事 - 김치구（金致亀）- 白米1万石（10年間）献納 - 원봉수（元鳳洙）- 白米3千石 - 김성호（金聖浩）- 20万円 - 박흥식（朴興植）- 朝鮮飛行機 代表、20万円 - 임훈（林薫（林昌夏））- 12万円 - 산본승사（山本昇司）- 10万円 - 이교식（李教植）- 10万円 - 대산계치（大山啓治）- 20万円 | - 손창식（孫昌植）- 40万円 - 수묵심일（水墨深一）- 10万円 - 이영구（李英九）- 12万5千円 - 김용섭（金龍燮）- 20万円 - 평산용웅（平山龍雄）- 10万円 - 박기효（朴基孝） - 이병길（李丙吉） - 청목무일（青木茂一）- 20万円 - 남경이（南耕二）- 50万円 |

#### 1万円以上（17人 他56人）
| - 김순흥（金淳興） - 김정호（金正浩） - 민대식（閔大植） - 민규식（閔奎植） - 손홍준（孫洪駿） - 맹영옥（孟永玉） - 이병길（李丙吉） - 임종상（林宗相） - 장지필（張志弼） | - 장황（張璜） - 박흥래（朴興来） - 한인수（韓寅洙） - 김상훈（金相訓） - 김상진（金相鎮） - 손창윤（孫昌潤） - 박우석（朴宇錫） - 백낙승（白楽承） 他 56名 |

### 志願兵（70名）

#### 志願兵（36名）
| - 이수우（李壽宇） - 김근창（金根昌） - 김주석（金柱錫） - 유영복（劉永福） - 김칠수（金七洙） - 김광수（金光洙） - 이용성（李龍星） - 김병순（金秉淳） - 청목무（青木茂） - 김성덕（金聖徳） - 이지봉（李之鳳） - 오인상（呉寅象） - 최병옥（崔炳玉） - 정선영（鄭先永） - 김기창（金起昌） - 김정수（金正秀） - 허인구（許印九） - 김도근（金道根） | - 윤철모（尹哲模） - 정병두（鄭炳斗） - 김용인（金容仁） - 송문식（宋文植） - 이영우（李英雨） - 하공식（河公植） - 이종정（李鐘亭） - 임병선（林炳善） - 조순용（趙順容） - 윤시숙（尹時淑） - 김대진（金大鎮） - 최정낙（崔程洛） - 오재춘（呉在春） - 김종만（金鍾万） - 이병윤（李炳潤） - 김종규（金宗圭） - 외삼오각（外三五各） - 조병묵（趙秉黙） |

#### 志願兵血書志願者（34名）
| - 손복희（孫福熙） - 서원순광（西原順光） - 송원규희（宋原奎喜） - 해원삼절（海原三節） - 김전승환（金田昇丸） - 현무기완（玄武磯完） - 신농철수（新農鉄秀） - 박용해（朴龍海） - 청수홍석（清水弘錫） - 장병학（張炳学） - 암본종조（岩本鍾詔） - 박용석（朴容錫） - 옥산광랑（玉山光郞） - 복전수창（福田秀昌） - 무평충웅（武平忠雄） - 남인수（南仁樹） - 김중환（金重煥） | - 허만학（許万鶴） - 송원주훈（宋原柱薫） - 신목부차랑（新木富次郞） - 산본규순（山本圭淳） - 무원병권（武源炳権） - 백년설（白年雪） - 길전청작（吉田清作） - 죽림객승（竹林客承） - 평산기범（平山基範） - 신생창근（新生昌根） - 대촌희명（大村熙明） - 해본의웅（海本義雄） - 김동은（金東殷） - 백정재정（白井載貞） - 박향림（朴響林） - 연규홍（延奎弘） - 송본원영（宋本元栄） |